# Agranulócito
Agranulócitos são glóbulos brancos sem a presença de grânulos visíveis no citoplasma, porém podem possuir grânulos inespecíficos denominados basófilos, que podem também estar presentes nos granulócitos, estes grânulos são muito pequenos, parecendo pequenos pontos no citoplasma e têm a cor azul.
Os agranulóticos possuem um núcleo arredondados ou endentados. Eles possuem apenas grânulos primários, que são lisossomos. Os agranulócitos incluem monócitos e linfócitos:
- Os monócitos quando estimulados por substâncias estranhas se transformam em macrófagos que removem detritos das proteínas e fagocitam bactérias. Os monócitos são encontrados no sangue circulante (10-15% da população de leucócitos agranulócitos) e os macrófagos são encontrados nos tecidos.[6]
- Os linfócitos são produzidos na medula óssea e geram as células T e células B, mediadoras do sistema imune, representam de 20% a 25% dos leucócitos no sangue.[2]

A agranulocitose não tem relação com os agranulócitos, a agranulocitose é uma condição na qual os granulócitos, em especial os neutrófilos, estão ausentes.